# بيتر فارمر
بيتر فارمر (بالإنجليزية: Peter Farmer)‏ هو مصمم بريطاني، ولد في 1941، وتوفي في 2017.